# Haemopoezis

A vérképzés (haematopoesis) menete

A vérképzés vagy haemopoezis szerve a csontvelő, mely a vér alakos elemei képzésében vesz részt.
A modern haematológiában nem kis mértékben Lajtha munkássága nyomán, uralkodóvá vált az a felfogás, hogy valamennyi vérsejttipus egyetlen közös őssejtből származik. Az őssejtek a perifériás vérben is kimutathatók. A következő érési fokozatot az elkötelezett őssejtek progenitorok képviselik. Ezek osztódásainak száma genetikusan meghatározott, maximálisan kb. 50. Innen folytatódik tovább a morfológiai differenciálódás. Kísérleti állatokban embrionális korban a vérképzés a vérszigetekből indul meg, majd a magzati májban folytatódik (ez más újszülött állatokban is előfordul), és a lépben és a csontvelőben fejeződik be. A csontvelőben  elsősorban a fehérvérsejt, a vérlemezkék, a monocyták  és a vörösvértestek képzésében kiemelkedő fontosságú, de a nyiroksejtek képződésében is fontos szerepe van. Patkányokban a csontvelő jellegzetességei közé tartozik, hogy az emberinél jóval magasabb a megakaryociták és a hizósejtek száma. A plazmasejtek és a limfociták magasabb százalékban találhatók, mint egérben. A sejtek kb. 1%-a található mitózisban, zömmel a fehérvérsejt és a vörösvértestek prekurzorai. A myeloid: erythroid arány megközelítőleg 1:1. (0,5-1 : 2,5-1). A limfoid és főleg a fiatal erythroid prekurzorok elkülönítése sokszor nehézségbe ütközik. Egerekben hasonló a helyzet, mint patkányokban, a myeloid: erythroid arány 0,8-1 : 2,5-1 között mozog. A plazmasejtek és hisztiociták elsősorban erythroid prekurzorokkal körülvéve fordulnak elő.
Erythrocyta: vörösvértest
Fehérvérsejt: neutrofil granulocita, – monocita, – limfociták